# Sitapur
Sitapur ist eine Stadt im nordindischen Bundesstaat Uttar Pradesh.
Sitapur liegt in der nordindischen Ebene am Flusslauf des Sarayan, einem linken Nebenfluss der Gomti. Die Stadt liegt 85 km nördlich von Lucknow. Sitapur ist Verwaltungszentrum des gleichnamigen Distrikts.
Sitapur liegt an der nationalen Fernstraße NH 24, die Shahjahanpur mit Lucknow verbindet. Die parallel verlaufende Bahnstrecke führt ebenfalls durch die Stadt. Hauptstraßen führen zu den umliegenden größeren Städten Bahraich, Hardoi und Lakhimpur.
Sitapur hat als Stadt den Status eines Nagar Palika Parishad. Sie ist in 30 Wards gegliedert. Beim Zensus 2011 hatte Sitapur 177.234 Einwohner.

## Söhne und Töchter der Stadt
- Ravinder Pal Singh (1960–2021), Hockeyspieler